# Eria tomohonensis
Eria tomohonensis är en orkidéart som beskrevs av Friedrich Fritz Wilhelm Ludwig Kraenzlin. Eria tomohonensis ingår i släktet Eria och familjen orkidéer.
Artens utbredningsområde är Sulawesi. Inga underarter finns listade i Catalogue of Life.